# Holbæk
Holbæk är en tätort och stad som utgör centralort i Holbæks kommun i Region Själland i östra Danmark. Staden ligger omkring 60 kilometer från Köpenhamn och har växt upp kring Holbæks slott som grundades 1236 av Valdemar Sejr. Holbæk har goda järnvägsförbindelser med bland annat Köpenhamn och Roskilde och från politiskt håll strävar man efter att göra staden attraktiv för pendlare som arbetar i Köpenhamn bland annat genom att bygga påkostade lägenheter.